# Uhliska (přírodní rezervace)
Uhliska je přírodní rezervace jižně obce Horní Štěpánov v okrese Prostějov. Území je ve správě Krajského úřadu Olomouckého kraje.

## Předmět ochrany
Důvodem ochrany je enkláva mokřadních luk s bohatou květenou uprostřed polních kultur.

## Flóra
V přírodní rezervaci roste prstnatec májový (Dactylorhiza majalis), prstnatec Fuchsův (Dactylorhiza fuchsii), vachta trojlistá (Menyanthes trifoliata), kosatec sibiřský (Iris sibirica), mečík střechovitý (Gladiolus imbricatus), hořec hořepník (Gentiana pneumonanthe), upolín nejvyšší (Trollius altissimus), zvonečník hlavatý (Phyteuma orbiculare), čertkus luční (Succisa pratensis), žluťucha orlíčkolistá (Thalictrum aquilegifolium), suchopýr pochvatý (Eriophorum vaginatum), ostřice příbuzná či ostřice stinná (Carex umbrosa).
Ve stromovém patře se z chráněných druhů nachází vrba plazivá (Salix repens), vrba pětimužná (Salix pentandra) a vrba rozmarýnolistá (Salix rosmarinifolia)
V minulosti se na lokalitě vyskytovala rosnatka okrouhlolistá (Drosera rotundifolia) a klikva bahenní (Vaccinium oxycoccos).

## Fauna
Svůj biotop tu má zmije obecná (Vipera berus) a hnízdí tu chřástal polní (Crex crex).

## Vodstvo
Celá lokalita je pramennou oblastí bezejmenného pravostranného přítoku říčky Bělé.
Těsně pod západním okrajem přírodní památky se nacházejí studně, které v minulosti zásobovaly pitnou vodou Horní Štěpánov.

## Geologie
Podloží tvoří kulmské droby překryté deluviofluviálními sedimenty, na kterých se vyvinuly gleje a oglejené půdy, místy zrašeliněné.

## Historie
V minulosti byla celá oblast odvodněna, dnes je tak protékající potok veden hlubokou drenážní rýhou.

## Fotogalerie

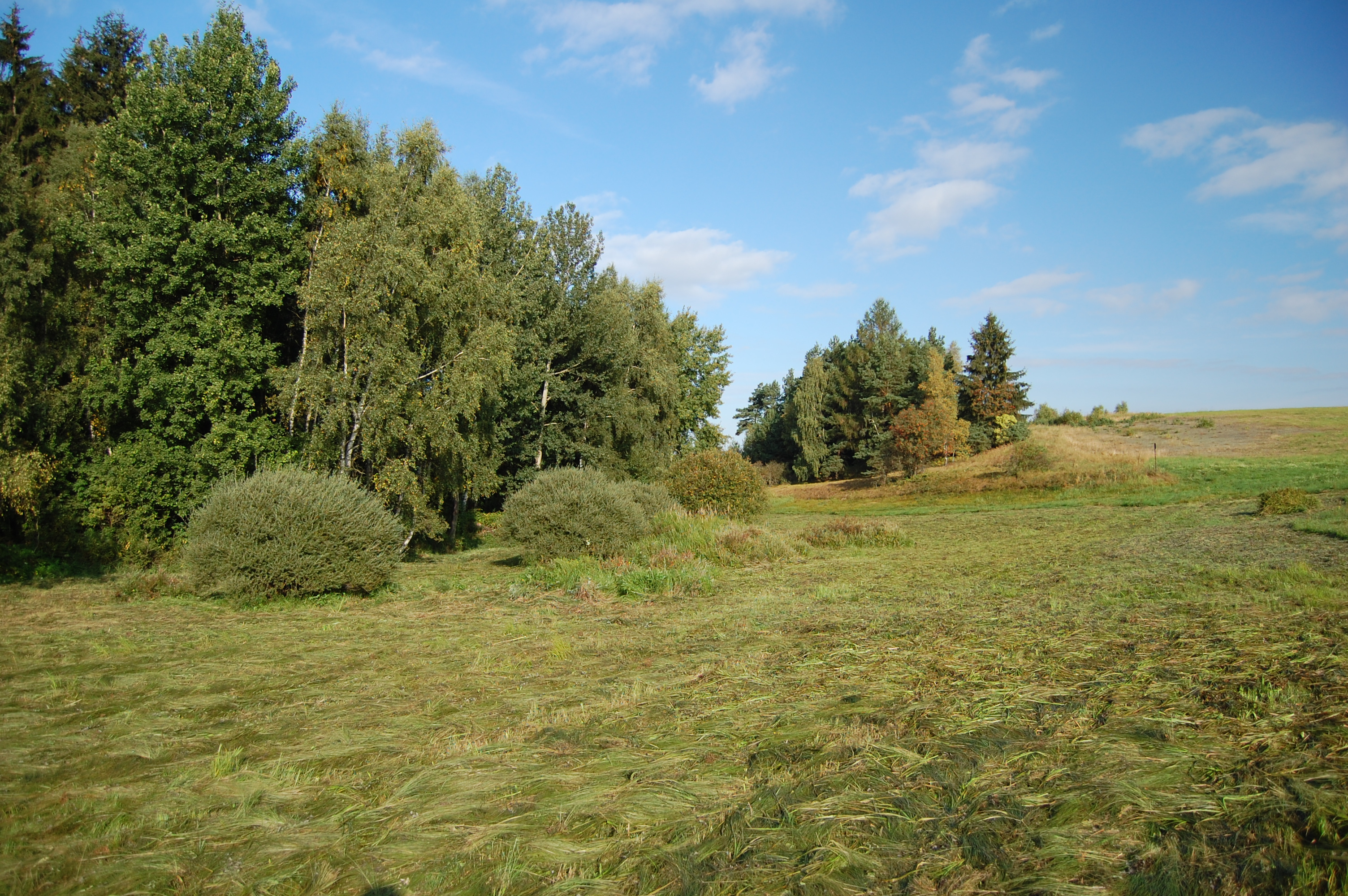
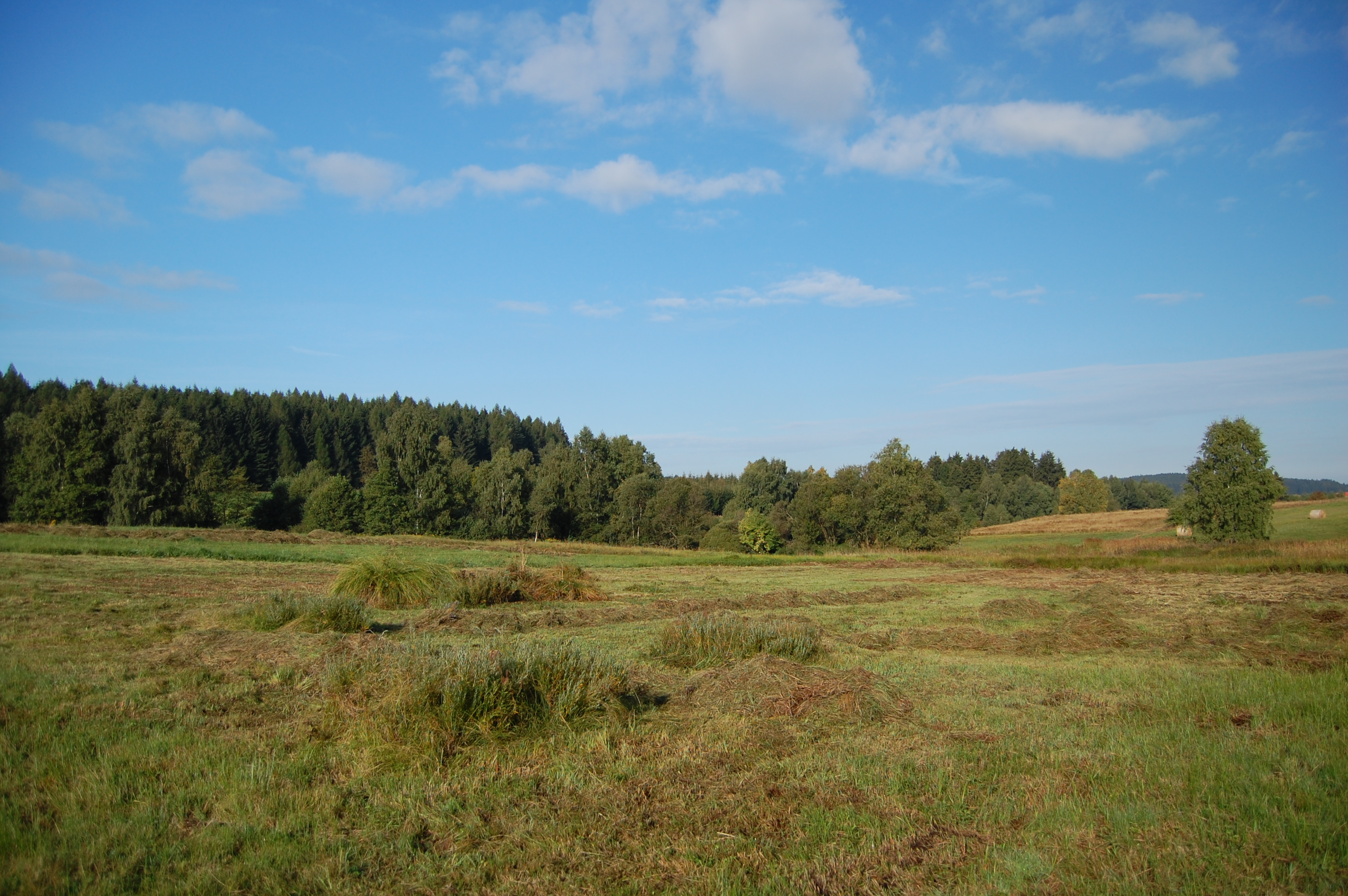
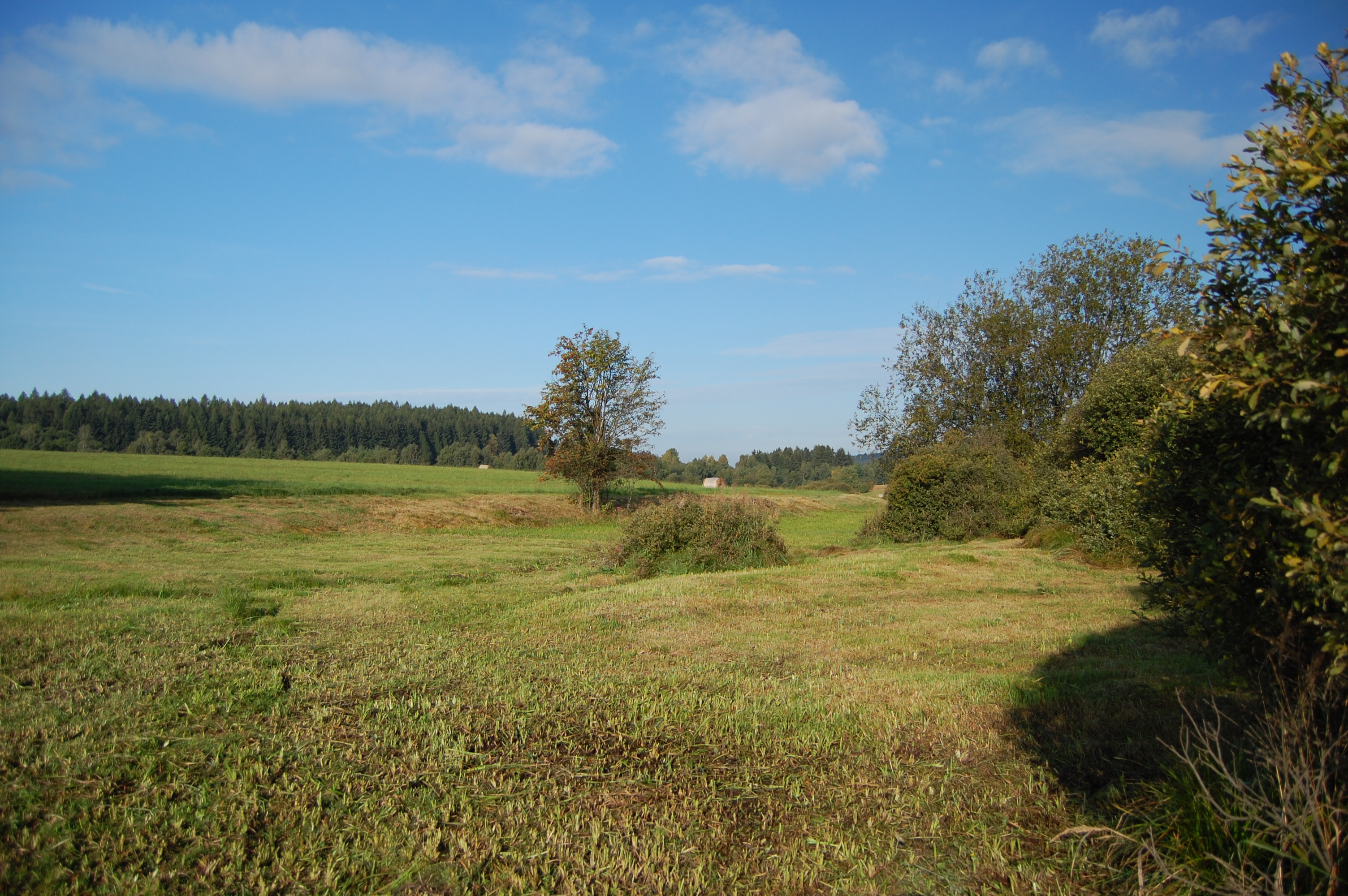
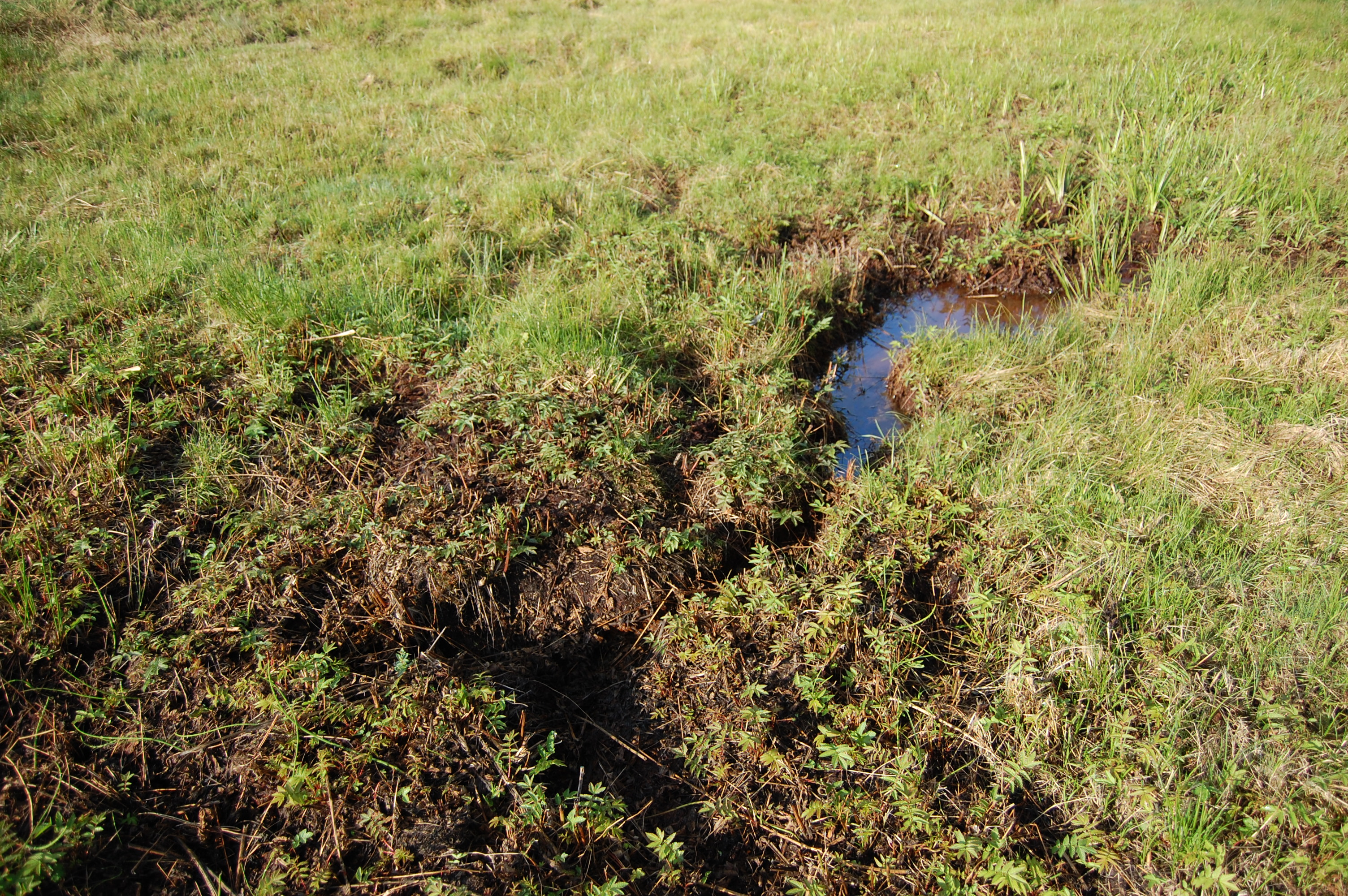
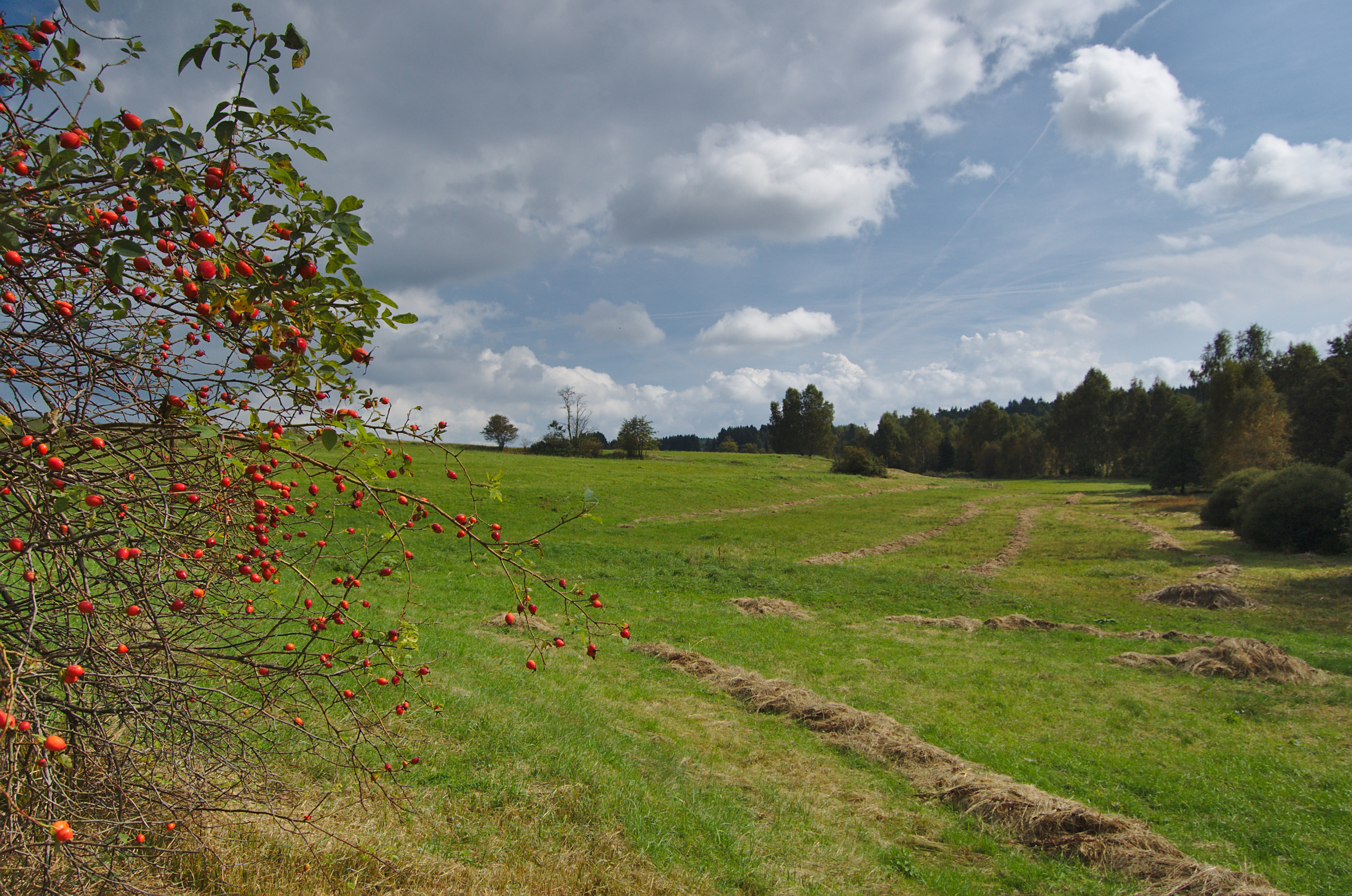
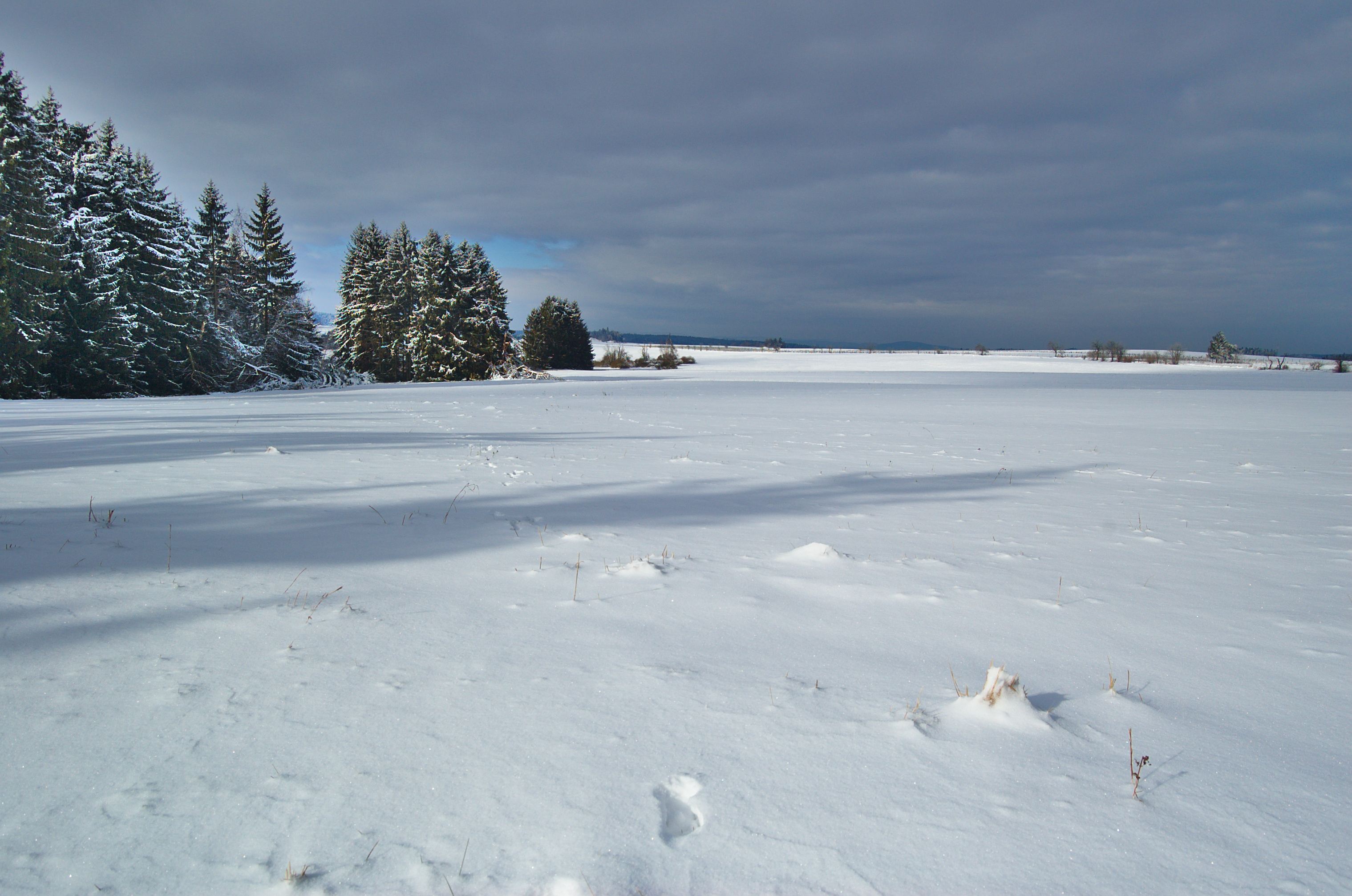
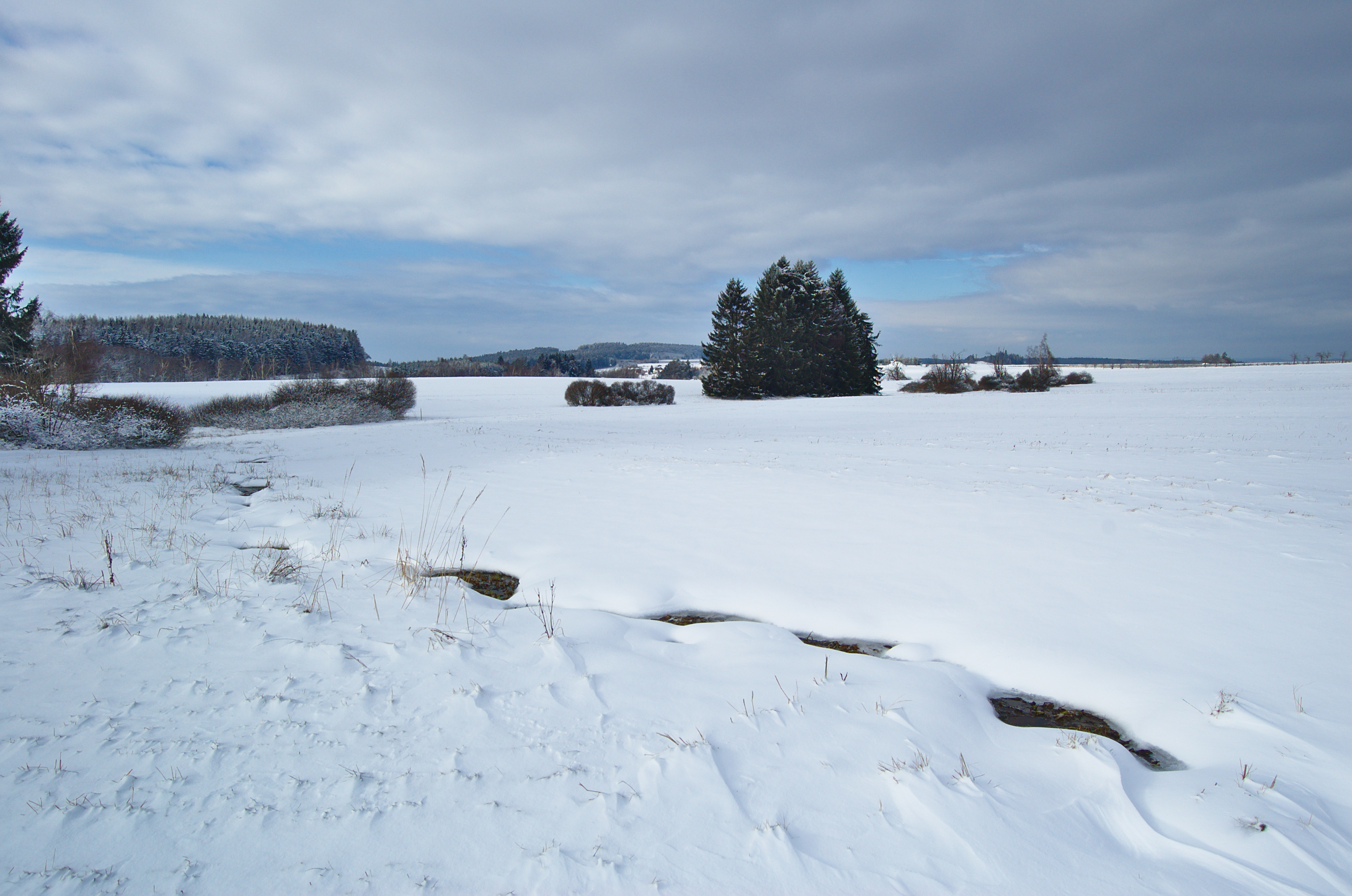
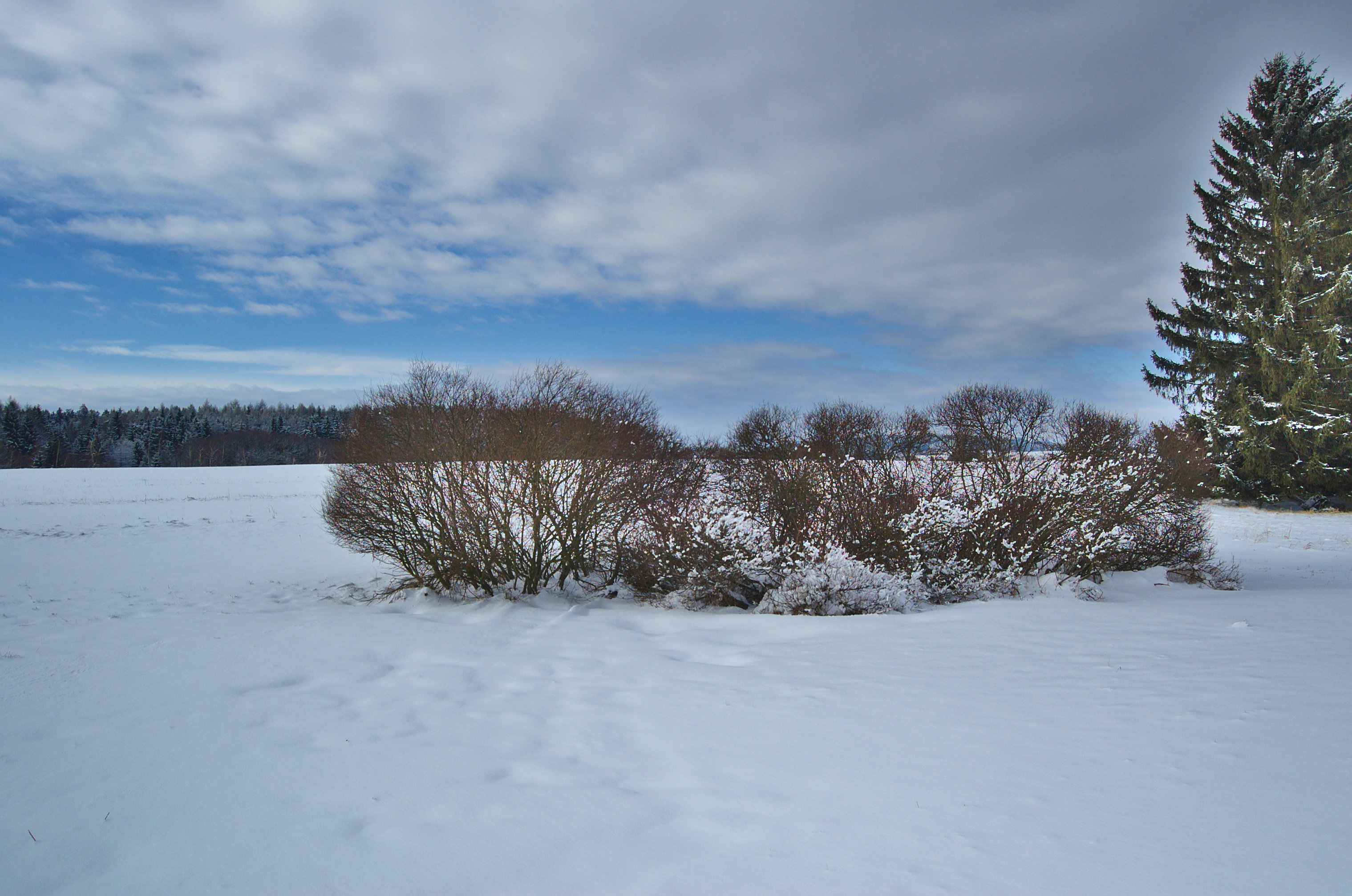
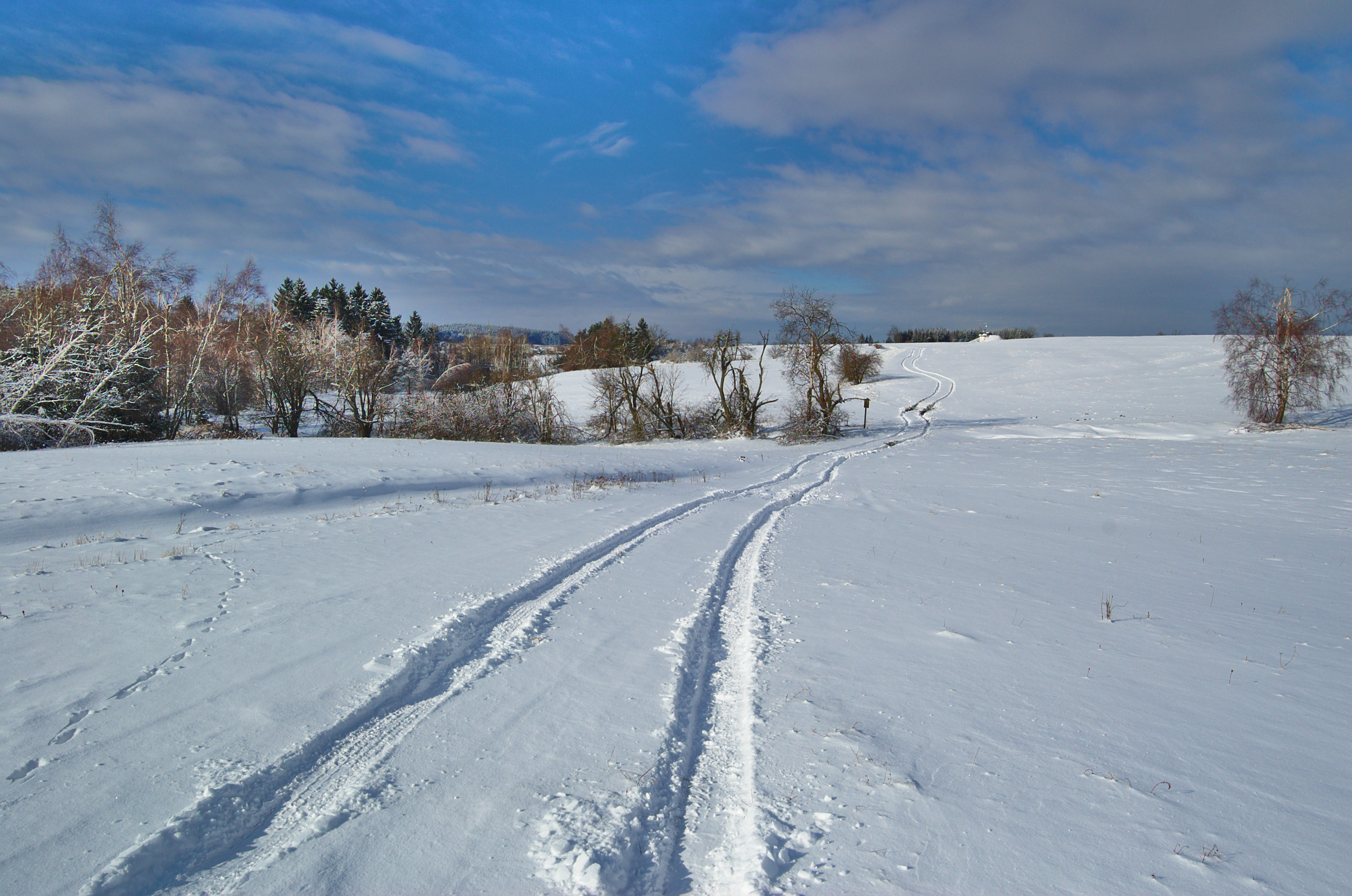
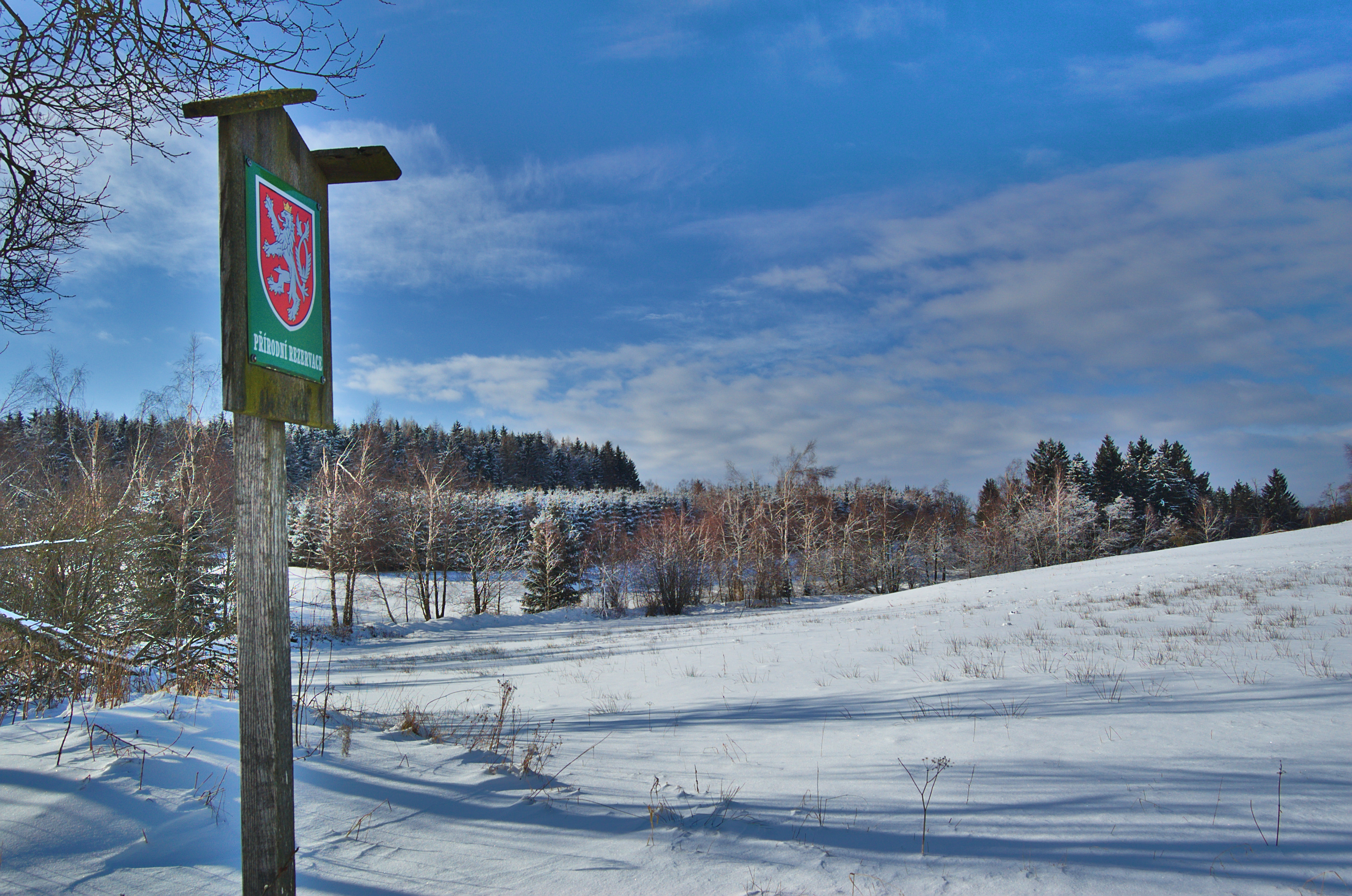
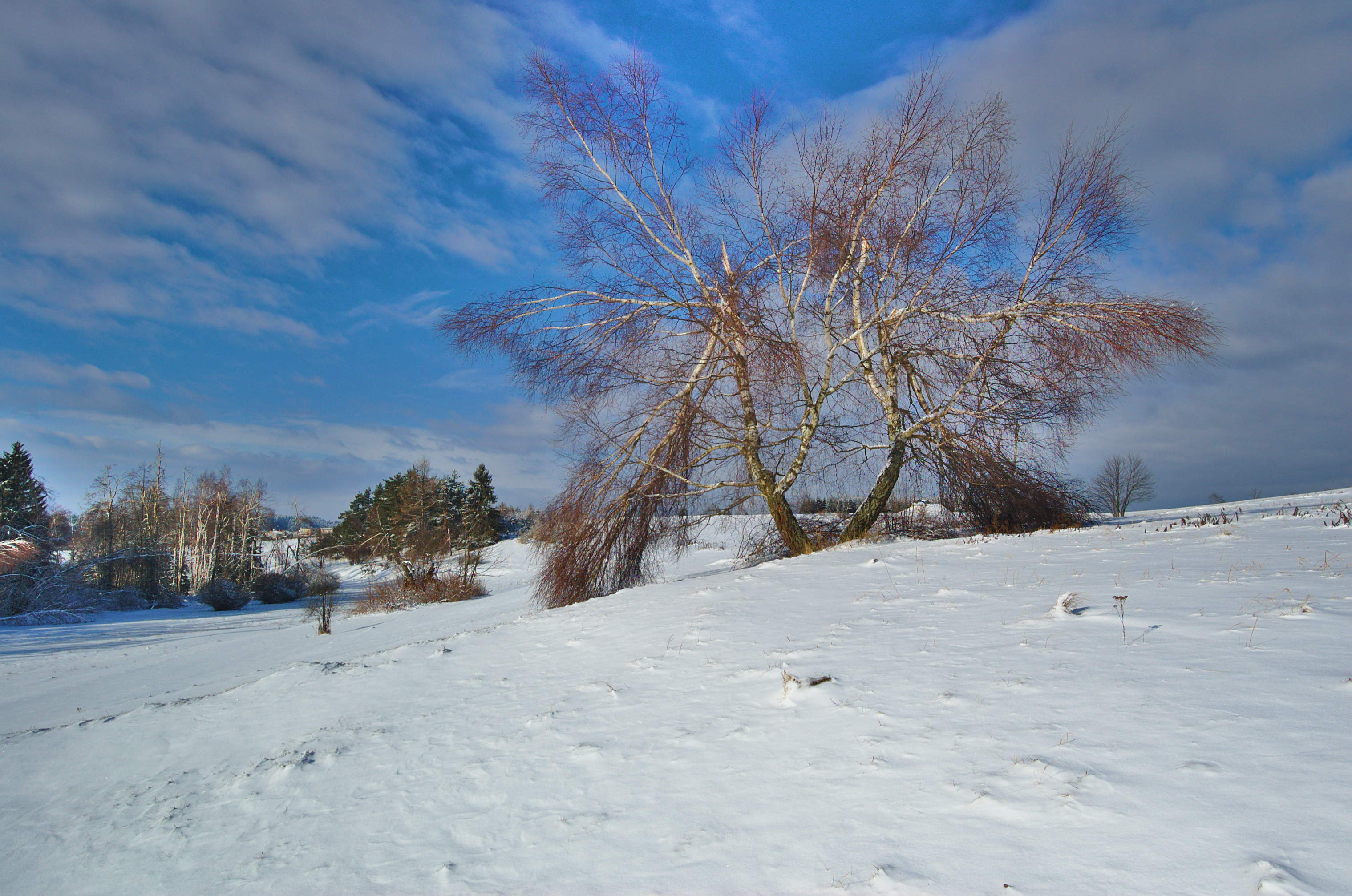
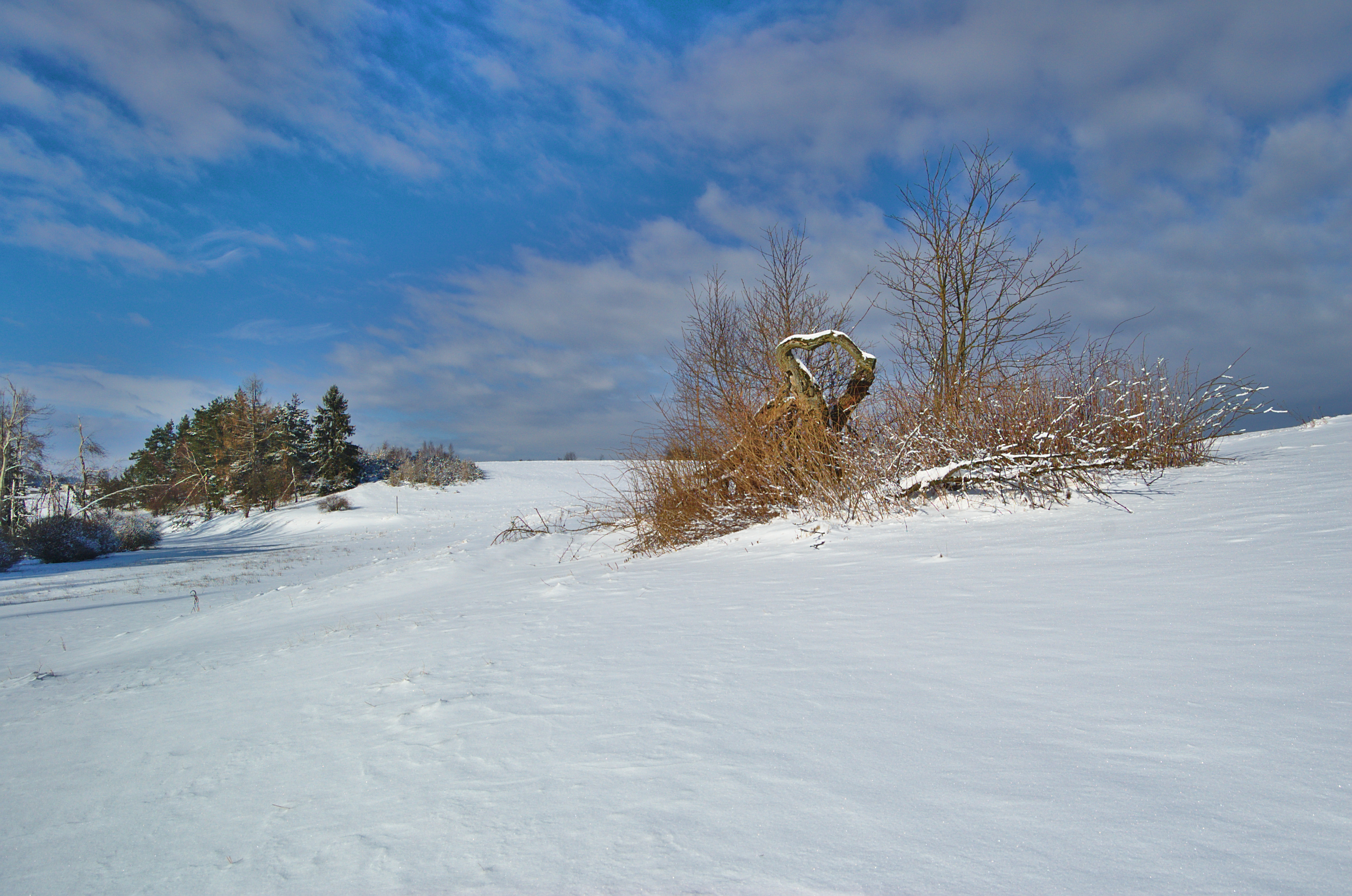
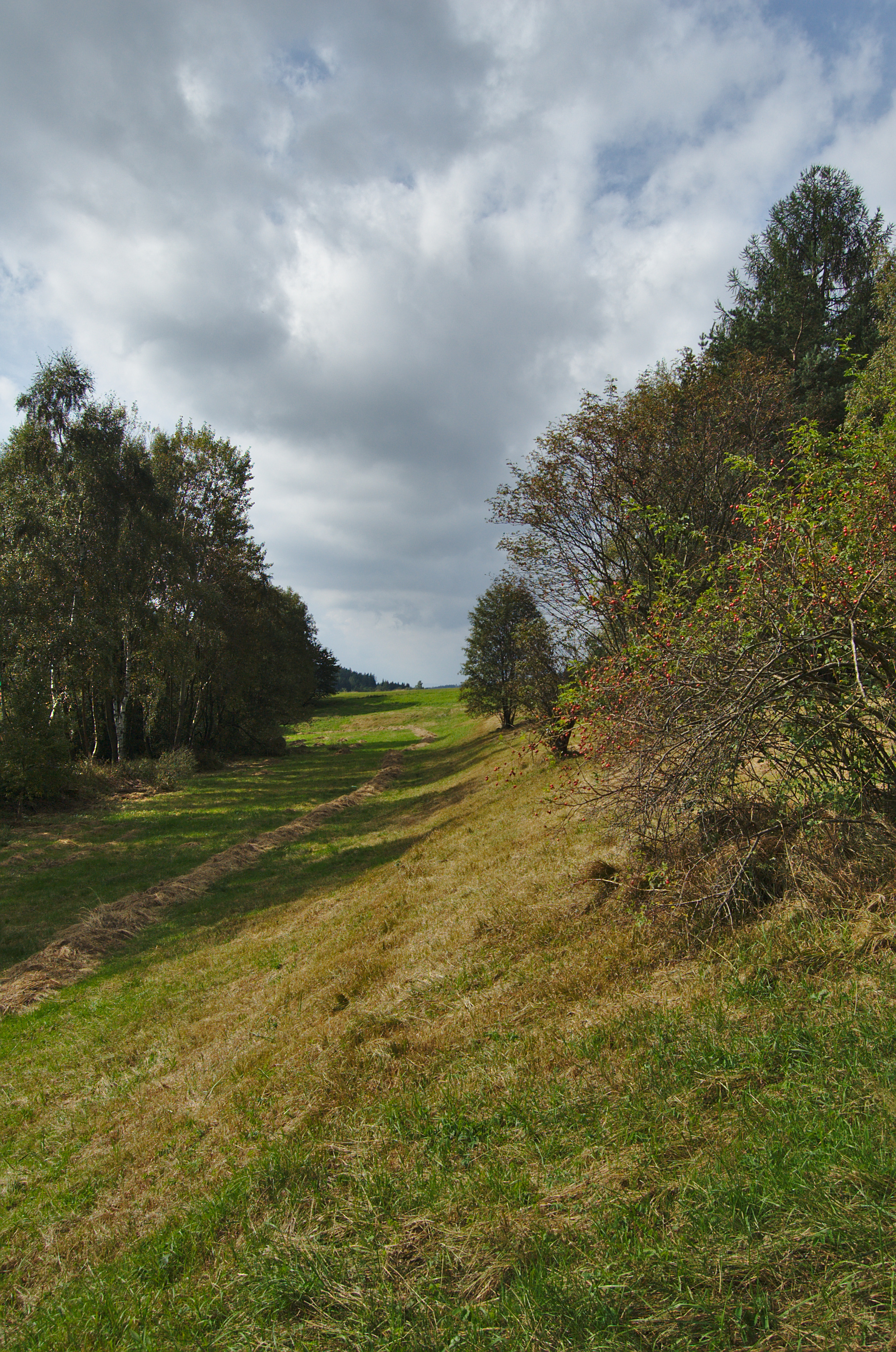
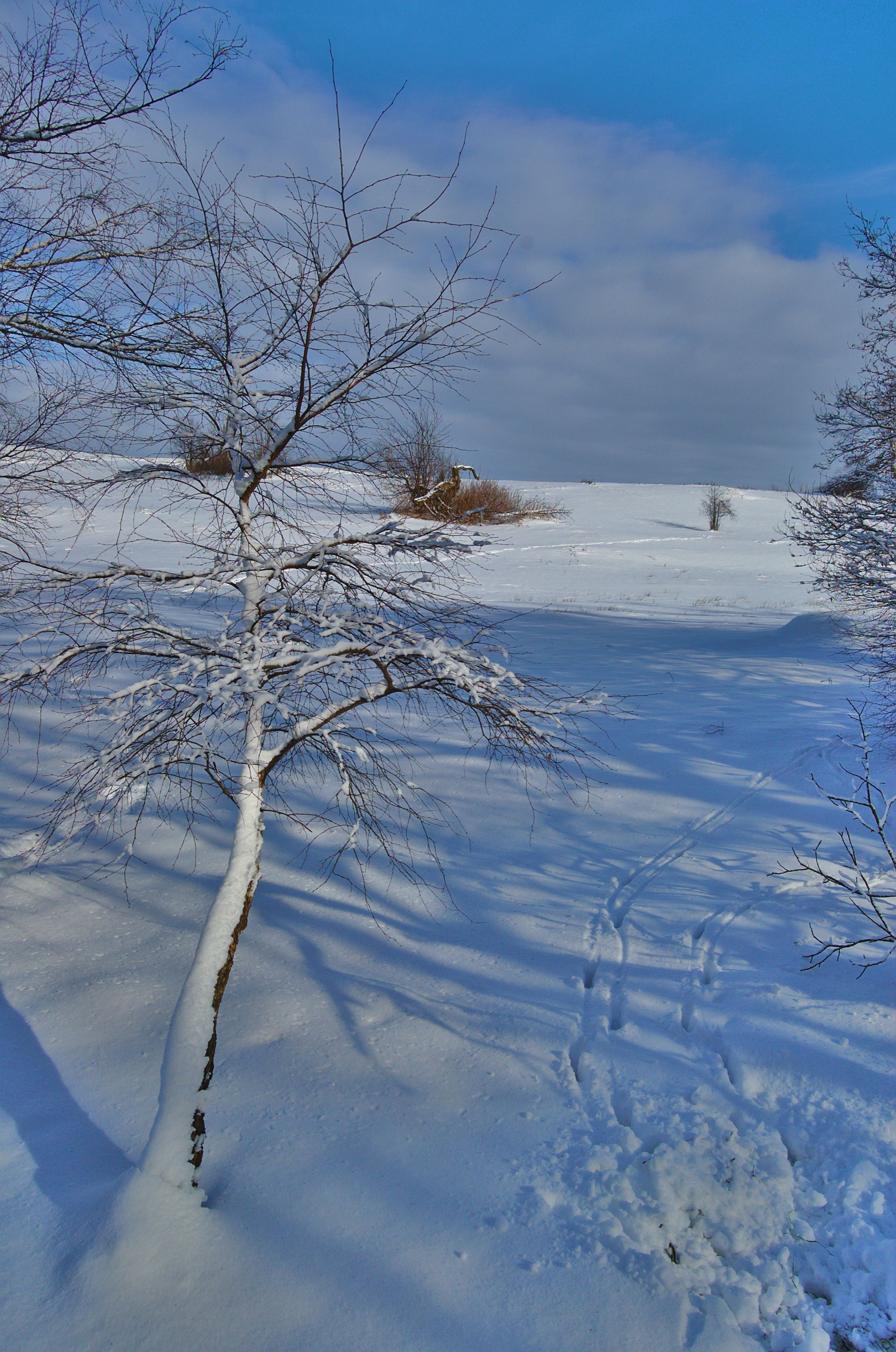
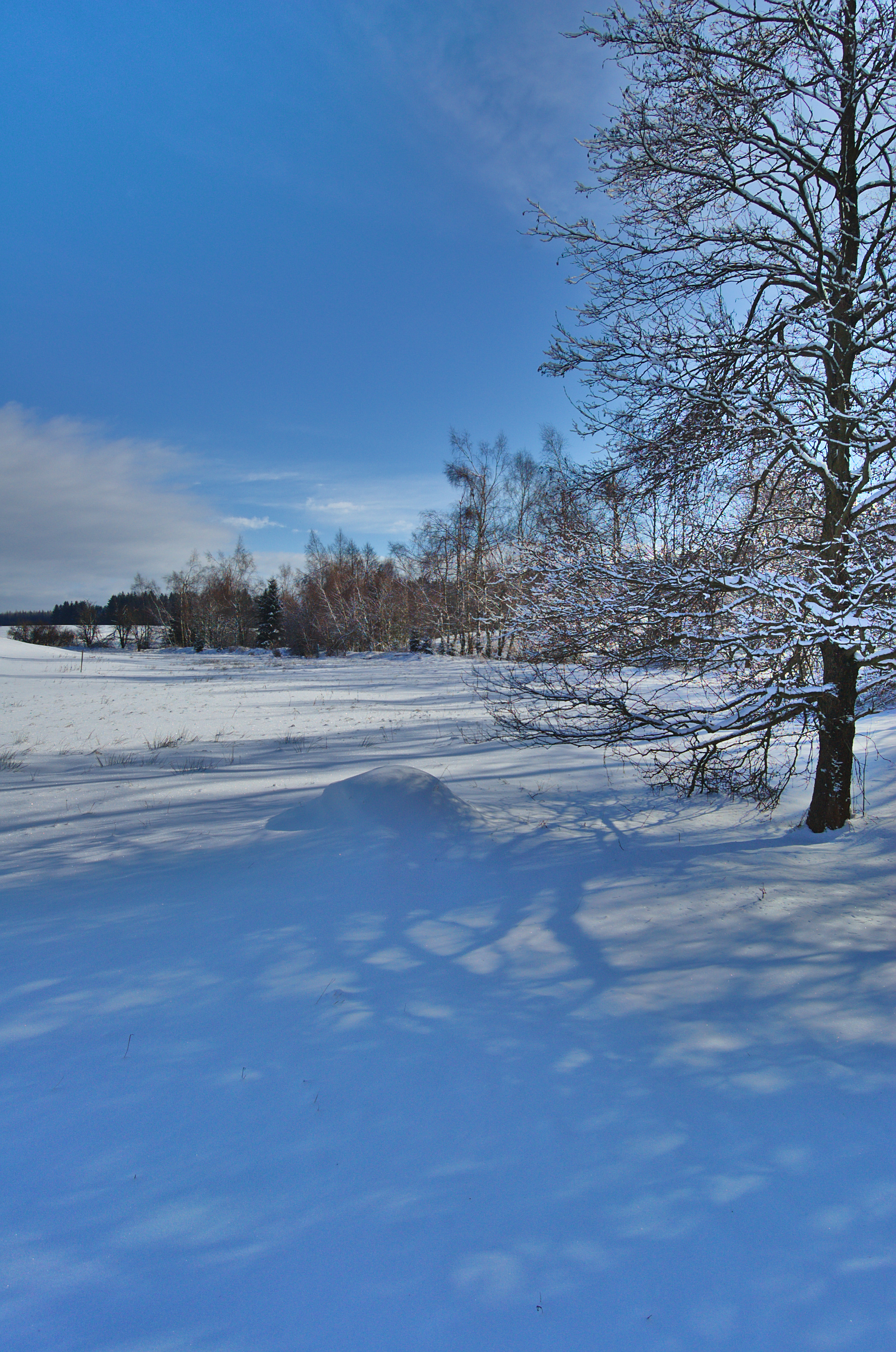
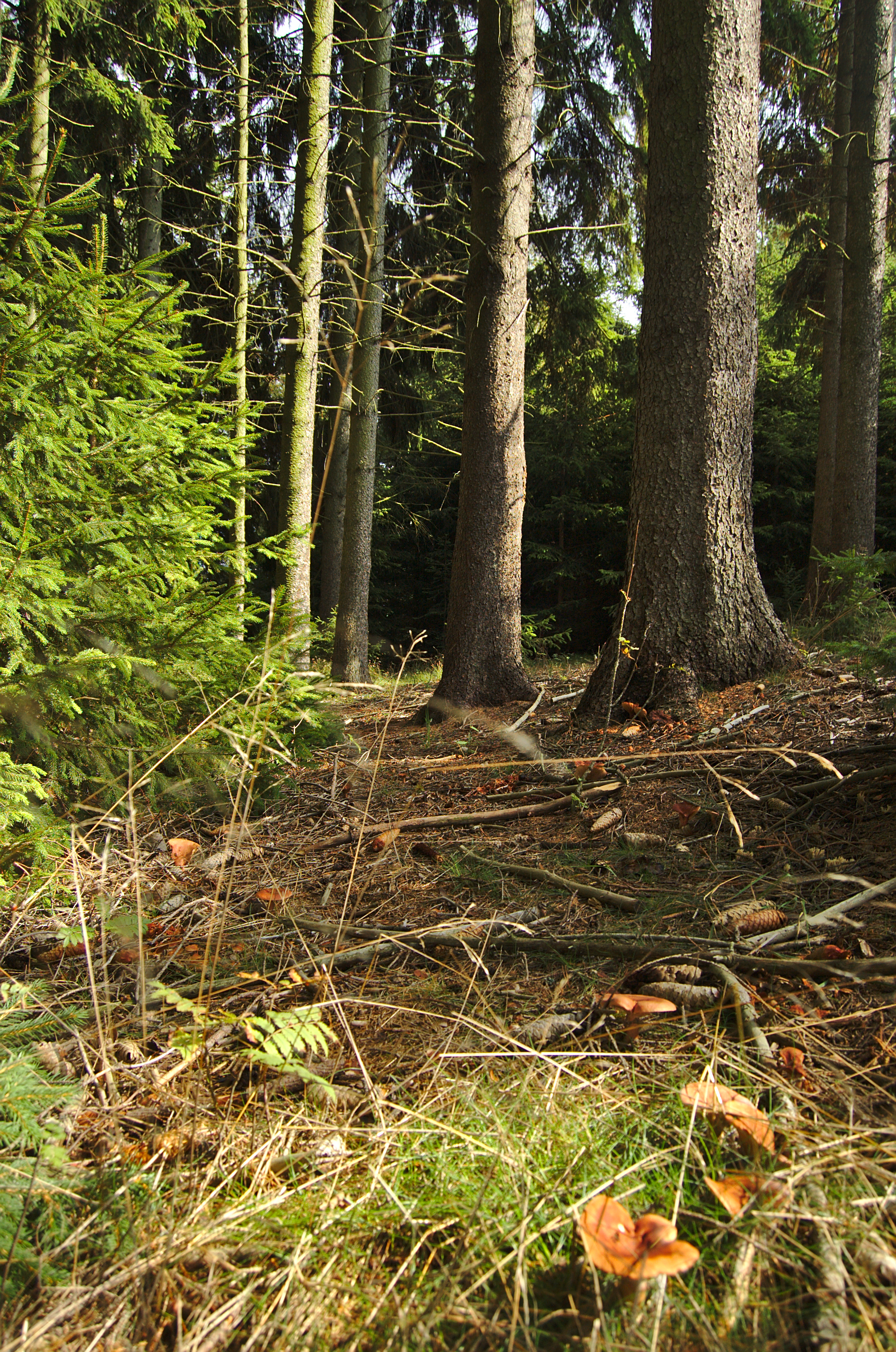

## Turistika
Západní části přírodní památky se dotýká zelená turistická značka vedoucí z Drahan přes Malé Hradisko, Bukovou a pokračující dále do Horního Štěpánova, Nových Sadů a Pohory. V tomto místě je pro turisty instalován infopanel.